# William Stanley Haseltine
William Stanley Haseltine (Filadelfia, 11 giugno 1835 – Roma, 3 febbraio 1900) è stato un pittore e disegnatore statunitense.
Pittore paesaggista d'impostazione luminista, fu legato alla Scuola di Düsseldorf e, in particolare, alla Hudson River School.

## Biografia
Figlio di John, uomo d'affari di successo, e di Elisabeth Shinn, pittrice paesaggista dilettante, Haseltine studiò all'Università della Pennsylvania e quindi alla Harvard University dove si laureò nel 1854. Appena un anno dopo allestì la sua prima mostra alla "Pennsylvania Academy of Fine Art" e, dopo questa esperienza, salpò per l'Europa. All'inizio raggiunse un gruppo di pittori americani che studiavano alla Scuola di pittura di Düsseldorf. Viaggiò poi lungo il Reno, in Svizzera e in Italia. Alla fine del 1857 si fermò a Roma, e nei mesi che seguirono compì numerose escursioni per disegnare i paesaggi nei dintorni della Città, spingendosi poi sino a Capri.
Nel 1858 Haseltine tornò in America, a Filadelfia, e alla fine dell'anno seguente si stabilì a New York, nel Tenth Street Studio Building, luogo di ritrovo e di lavoro di molti pittori americani, dove ebbe vicini di studio Frederic Edwin Church, Albert Bierstadt e Worthington Whittredge. Con gli ultimi due aveva già fatto amicizia in Europa.
Benché molti dei suoi quadri di quel periodo derivassero da schizzi e appunti eseguiti in Europa, Haseltine cominciò anche a dipingere le rive dell'oceano nel tratto del New England, preferendo in particolare le coste rocciose di Narragansett, Rhode Island, Nahant, Massachusetts e Mount Desert nel Maine.
La perfezione con cui egli riproduceva quei luoghi gli valse gli elogi della critica e, nel 1860, la National Academy of Design lo elesse membro Associato, per poi promuoverlo ad Accademico l'anno seguente.

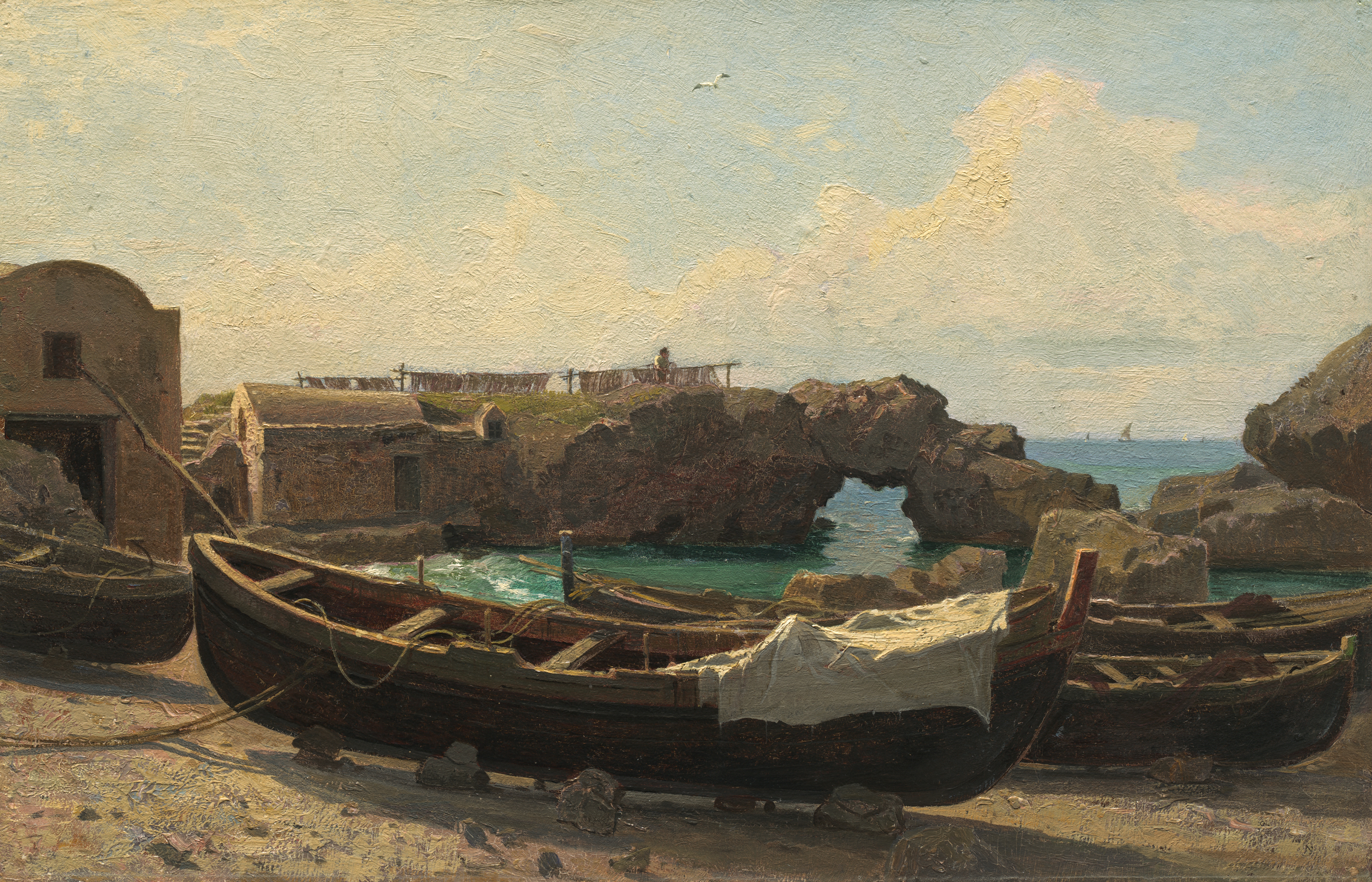
Marina Piccola, Capri, 1858

Nel 1864 la sua prima moglie morì di parto. Dedicò del tempo alla formazione del nipote Howard Russell Butler. Nel 1866 si risposò con la migliore amica della defunta, Helen Marshall, figlia del capitano Charles H. Marshall, proprietario dal 1836 della vecchia Black Ball Line (prima compagnia di trasporti transatlantica sulla rotta New York–Liverpool). Haseltine si recò con la famiglia a Parigi, inizialmente pensando di farne la residenza definitiva per poi raggiungere, invece, nel 1867 la comunità Americana a Roma, dove acquistò una casa che gli servì come punto di partenza per girare l'Europa in cerca di paesaggi da dipingere.
Ebbe 6 figli: Stanley Lane (New York 1861, Roma 1879), Charles Marshall (New York 1866 - Roma 1875),  Herbert Chevalier (Roma 1877, Parigi 1962), Mildred Stanley (Roma 1879, Roma 1946), Helen e Blanche.
Spedì diverse sue opere negli USA che riscossero notevole apprezzamento e quasi ogni estate compì un breve viaggio oltre oceano. In particolare tenne in affitto tra il 73 e il 74 uno studio a N.Y. per prepararsi alle importanti mostre della National Academy.
Dal 1874 spostò la famiglia in un appartamento nel sontuoso Palazzo Altieri, con un grande studio ove riceveva visitatori e potenziali acquirenti. Era una pratica comune tra gli artisti operanti a Roma che offriva solo poche gallerie d'arte contemporanea e scarse opportunità d'esporre.
Mentre i suoi quadri di Capri e della Sicilia gli davano popolarità fra i turisti che venivano in Italia, Haseltine viaggiò e disegnò anche in Francia e nei Paesi Bassi. Le morti premature dei figli maggiori nel 1875 e nel 1879 gli fecero interrompere l'attività fino agli anni 80. Passò le estati in Baviera e in Tirolo dal 1880 sino al 1890. Soprattutto negli anni dal 1895, trovò il tempo per tornare periodicamente in America, contemperando viaggi e lavoro. Incurante dei problemi di salute compì la sua ultima traversata nel 1899 per un viaggio col figlio Herbert Chevalier, che li portò a lavorare in Utah, Colorado, California, Washington, Oregon, Alaska, Banff, e nello Yellowstone Park.
Pochi mesi dopo, nel 1900, Haseltine morì di polmonite a Roma e  fu sepolto non lontano dai figli che l'avevano preceduto: Stanley Lane e Charles Marshall, nel Cimitero acattolico di Roma (in via Caio Cestio, a circa 3 km dalla Basilica di San Paolo fuori le Mura), di cui era stato un fondatore.

## La famiglia
La moglie Helen (New York 1836 - Siena 1926) gli sopravvisse di un quarto di secolo e anch'essa venne sepolta al Caio Cestio.
Suo figlio Herbert Chevalier Haseltine divenne un apprezzato scultore di animali, in particolare di cavalli. Morì a Parigi l'8 gennaio 1962.e fu traslato al Caio Cestio
L'agiatezza delle origini di Haseltine, unita a quella derivante dal successo dell'artista, nonché i frequenti viaggi, tennero la famiglia in contatto con l'alta società europea e nordamericana, anche e ben dopo la morte di William. Ai primi del '900 la figlia Mildred Stanley Haseltine aveva conosciuto nei dintorni di Parigi, nell'ambiente degli artisti, il principe Ludovico Guardino Carlo Francesco Rospigliosi Pallavicini (nato a Roma il 16 ottobre 1881) e nel 1904 lo sposò, acquisendo il titolo di principessa. La famiglia Haseltine le aveva comperato una proprietà sul colle di S. Rocco a Centrale, frazione di Zugliano, nei pressi di Thiene, facendovi edificare nel 1906 una dimora signorile che, denominata inizialmente Villa San Rocco negli annuari del Gotha internazionale, divenne nota come Villa Rospigliosi e fu oggetto nel 1926 di importanti e prestigiose ristrutturazioni. Il matrimonio, anche a seguito del viaggio da lei compiuto col marito nella terra paterna, ebbe eco sulla stampa americana, che non mancò di far confronti con altri connubi tra rampolli della nobiltà romana e giovani ereditiere statunitensi.
Analogamente accadde in occasione della tribolata separazione legale nel 1912. Il principe romano, dedito al gioco, stava mettendo a repentaglio il patrimonio degli Haseltine. Mildred mantenne il titolo e, mentre era nota quale "principessa Rospigliosi nata Haseltine" a Parigi (ove nel 1913, secondo la stampa francese, teneva salotto nel suo nuovo appartamento), nei decenni successivi, dagli abitanti di Centrale, Zugliano e Thiene, fu meglio conosciuta come la principessa Haseltine, a causa fors'anche della prematura scomparsa in battaglia del marito, nel 1917.
Fu amata benefattrice che, tra le tante opere, contribuì generosamente all'edificazione del duomo di Thiene. Morì a Roma l'11 settembre 1946.  La sua tomba è vicina a quelle del padre William e di altri membri della famiglia.

## Galleria d'immagini

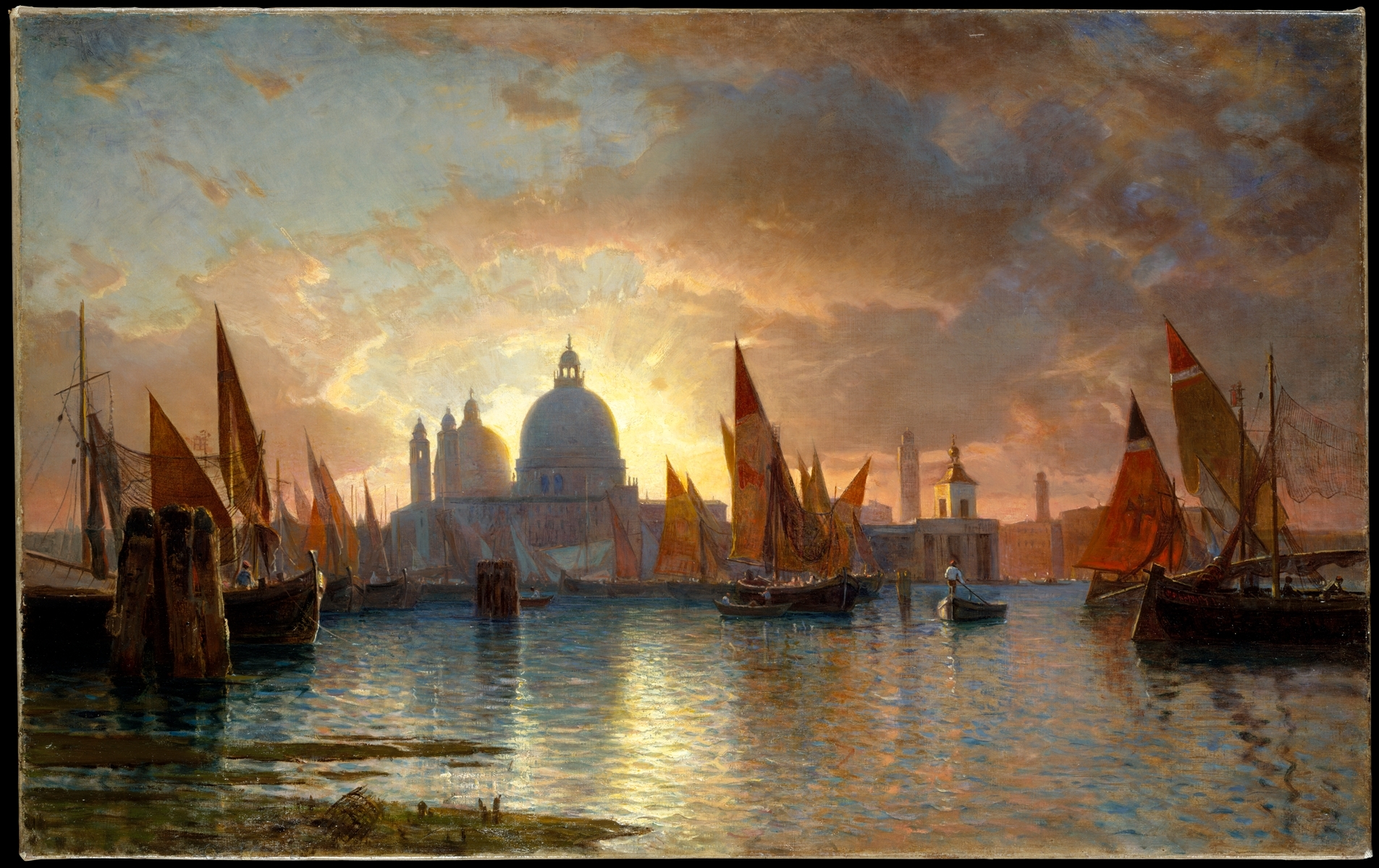
Santa Maria della Salute al tramonto
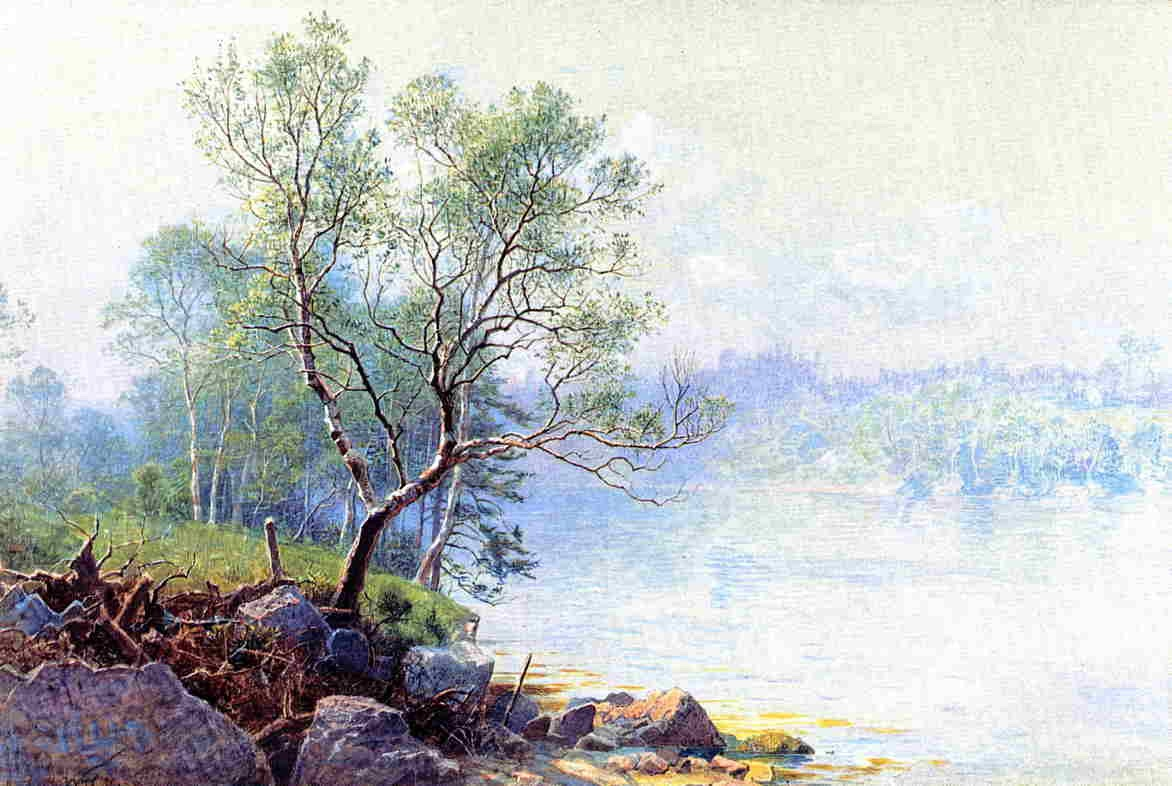
La baia di Nord Est nel Maine
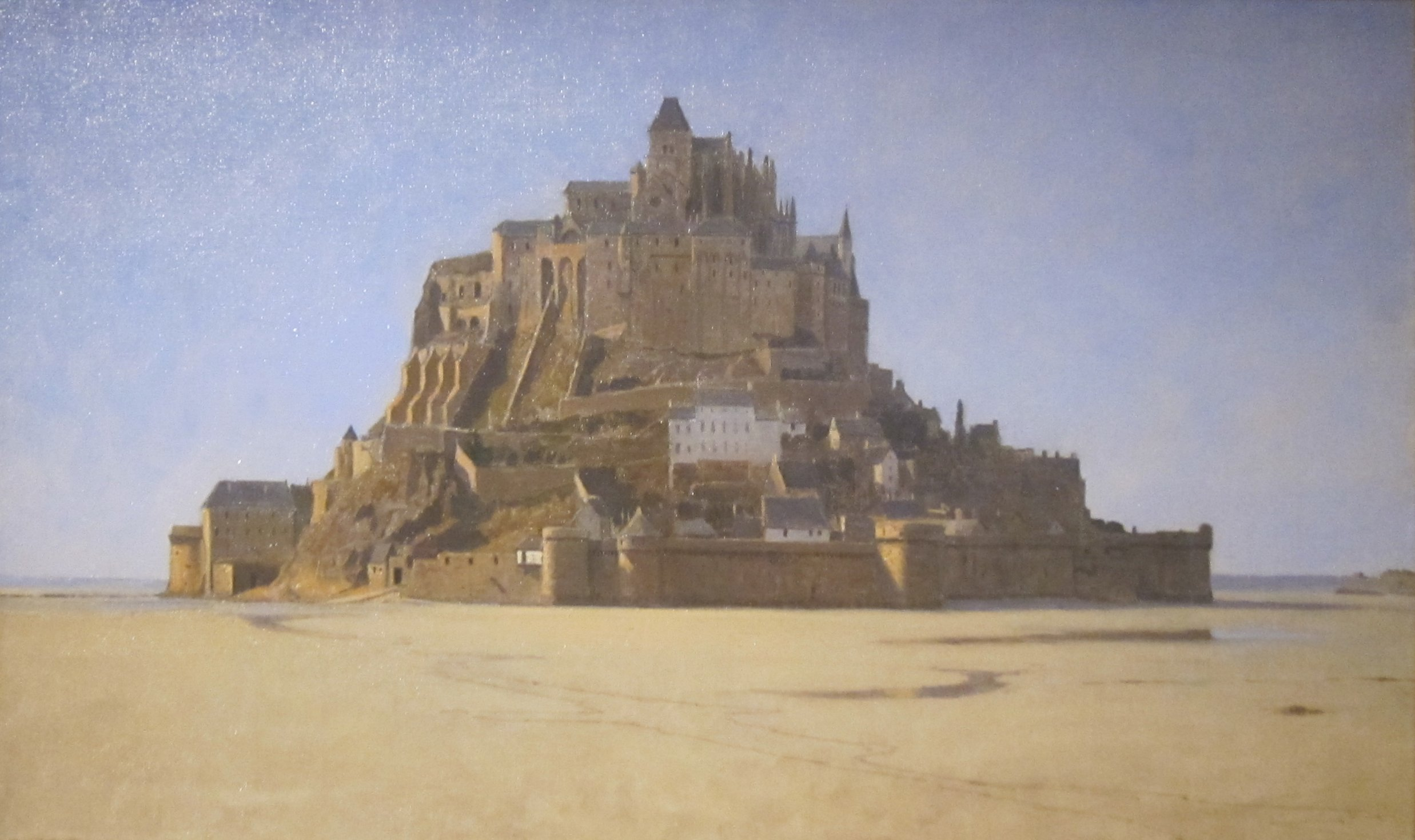
Mont Saint-Michel

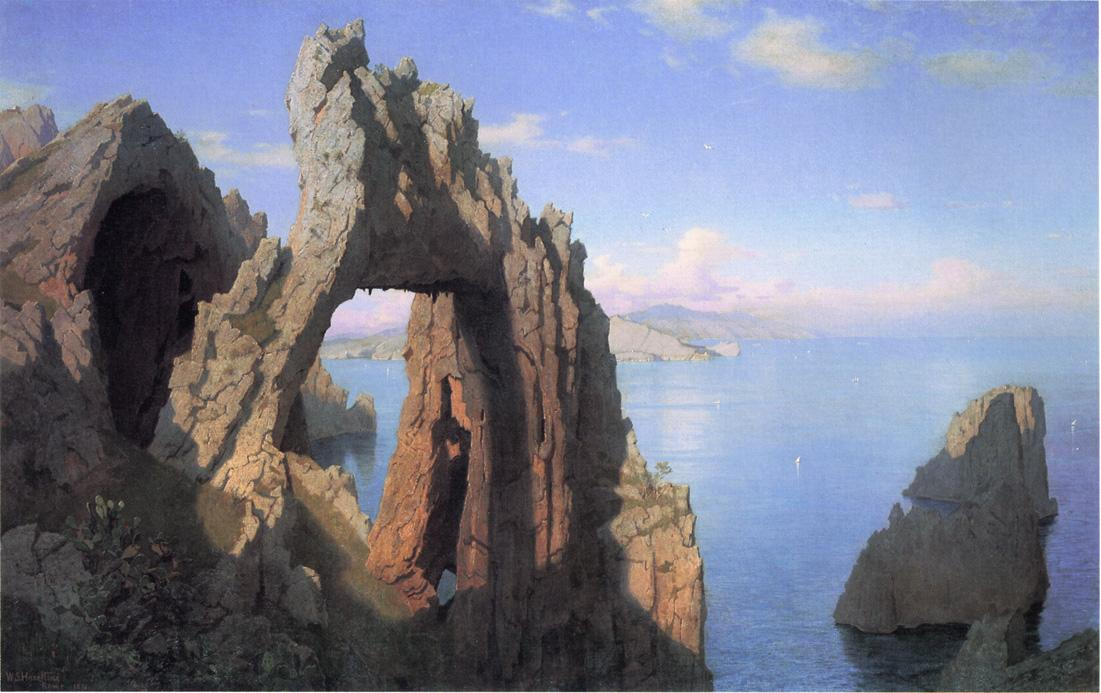
Arco naturale a Capri
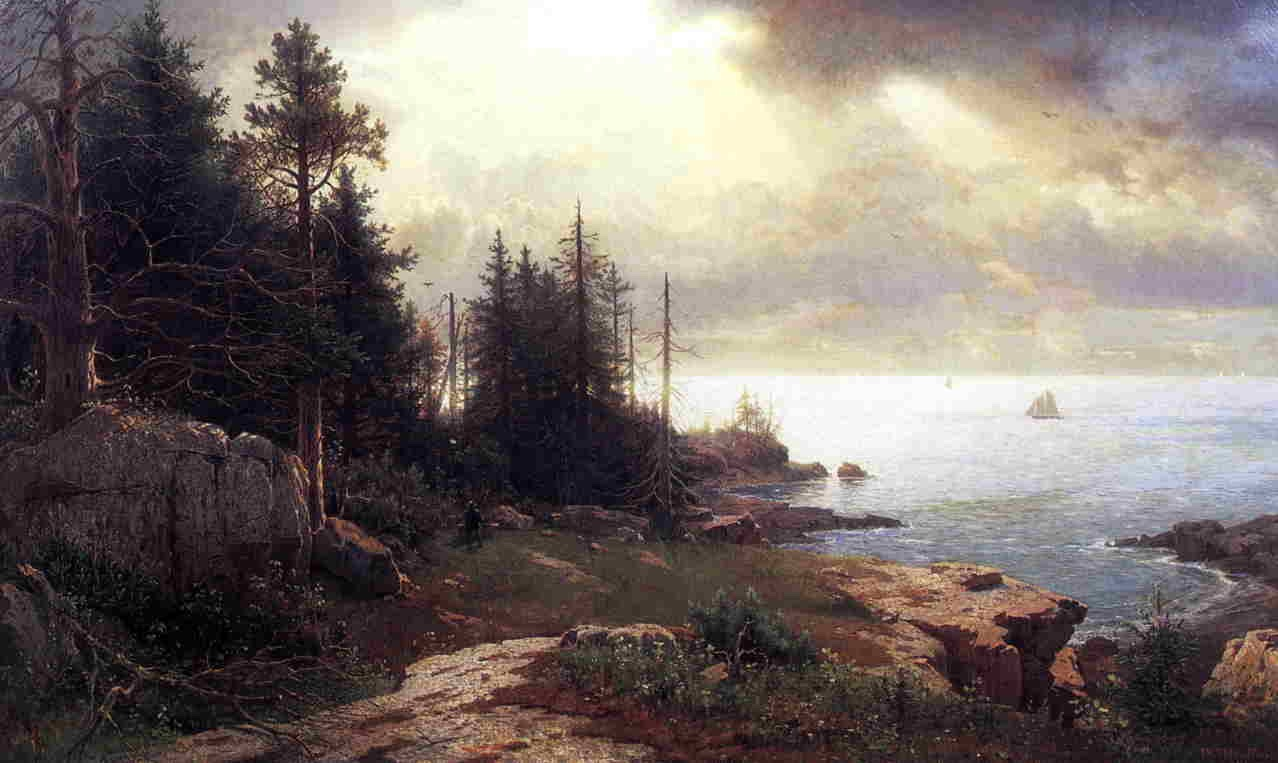
Vista del Monte Desert
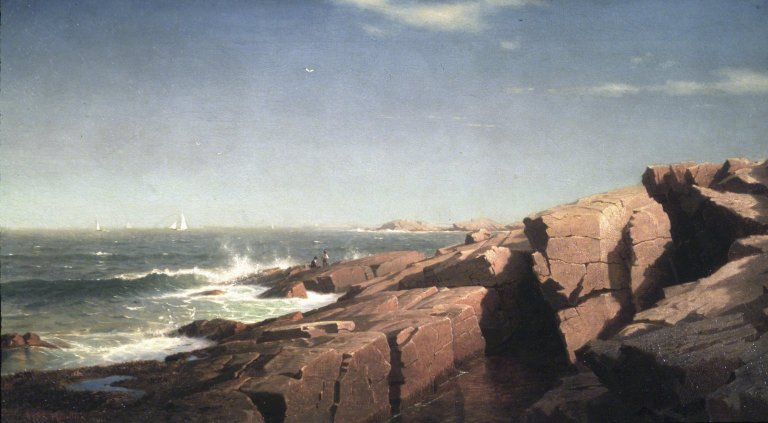
Rocce a Nahant

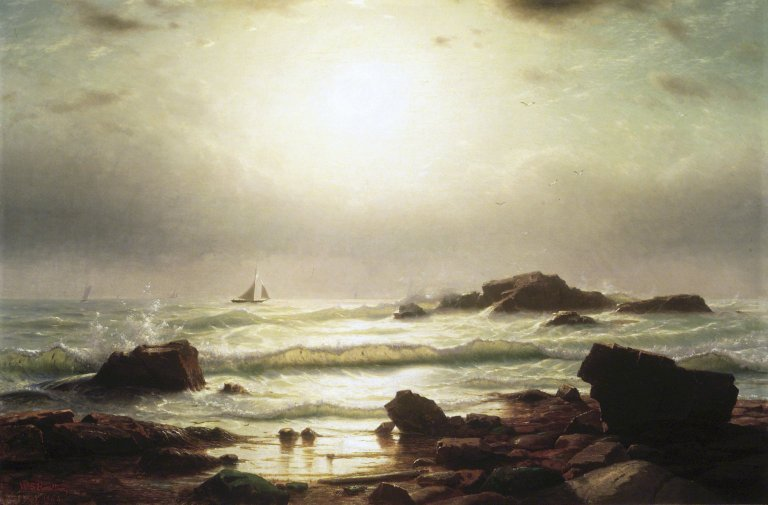
Una barca al largo della Rocky Coast
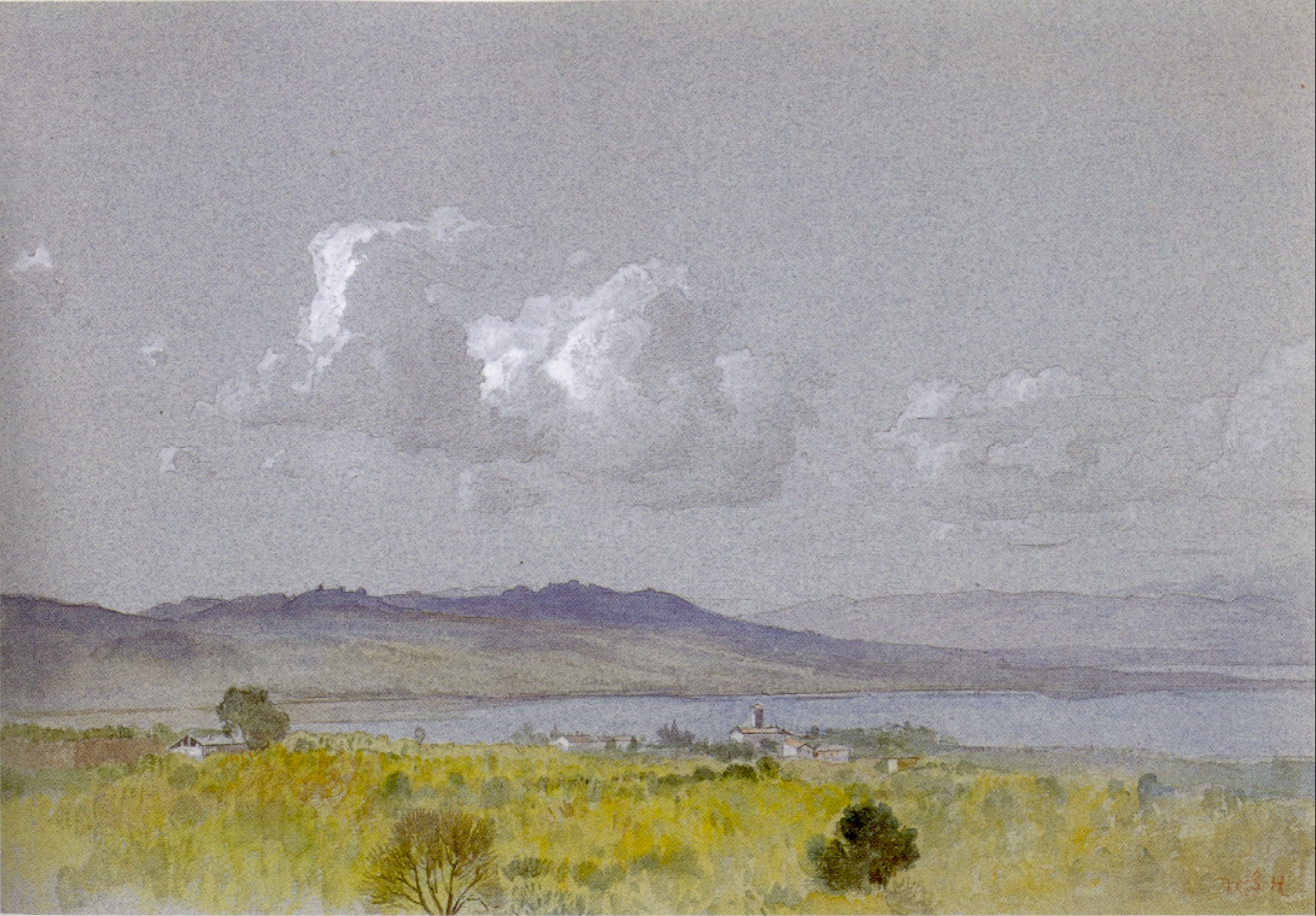
Il Lago di Lucerna
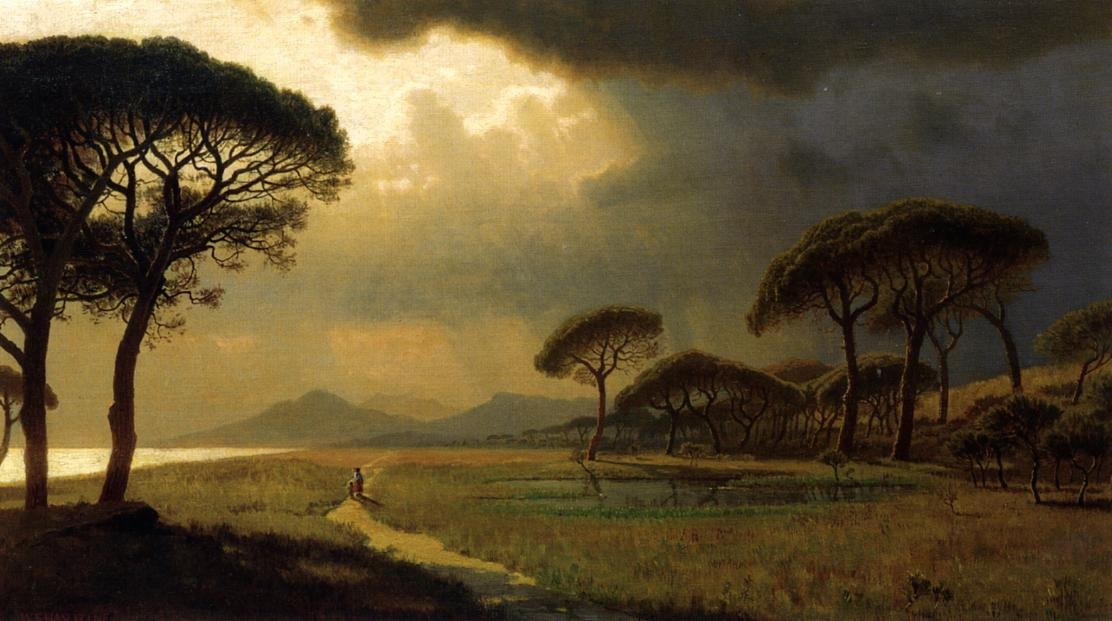
La campagna romana al mattino